# مدثر البوشي
مدثر علي البوشي شاعر سوداني ولد في مدينة أم درمان، وتوفي في ود مدني (أقصى النيل الأزرق)، عاش في السودان و‌مصر.

## السيرة الذاتيه
تلقى علومه الأولى بمنزله، ولما بلغ التاسعة من العمر نزح إلى مدينة واد مدنيليلتحق بمدرستها الابتدائية، ومن هناك نقل إلى قسم المهندسين بكلية غردون (الخرطوم) عام 1918، غير أن والده قام بتحويله إلى قسم القضاة الشرعيين فتخرج فيه قاضيًا شرعيًا عام 1924.
عمل قاضيًا شرعيًا حتى عام 1954، ثم استقال عقب فوزه في انتخابات أول برلمان سوداني، وعُيّن وزيرًا للعدل، اعتزل الحياة السياسية بعد ذلك عقب الانقلاب العسكري (الأول في السودان) الذي قاده اللواء عبود عام 1958.
كان عضوًا في الحزب الوطني الاتحادي، إضافة إلى عضويته لمؤتمر الخريجين.

## الإنتاج الشعري
- أورد له كتاب: «شعراء السودان» عددًا من القصائد والنماذج الشعرية، ونشرت له جريدة «الصحافة» عددًا من القصائد، وله ديوان مخطوط.
الأعمال الأخرى:
- له عدد من المؤلفات منها: البعث الوطني، وروافد الزحف، إلى جانب مناظرة له بين الإسلام والمسيحية.
بشعره نزعة دينية، فما أتيح منه جلّه في المناسبات الدينية: كالمولد النبوي الشريف، وبداية السنة الهجرية، ممتدحًا صاحب الذكرى ()، وداعيًا إلى التأسي بسنته والسير على هداه. داعٍ إلى ملاحقة المجد ونشدان المعالي. يعبر من خلاله عن الرضا بالقضاء، ويدعو إلى نجدة المستغيثين. كما كتب في التهاني التي اختص بها أستاذه بعد شفائه من مرض ألّم به، وله شعر ينبذ فيه عصبة الفساد والغافلين الذين يزينون الباطل ويكتمون الحق. تتسم لغته بالتدفق والثراء، وخياله طليق. التزم النهج الخليلي في بناء قصائده.